# Alipi Kostadinov
Alipi Kostadinov (ur. 16 kwietnia 1955 w Petrovicach) – czechosłowacki kolarz szosowy, brązowy medalista olimpijski oraz brązowy medalista mistrzostw świata.

## Kariera
Pierwszy sukces w karierze Alipi Kostadinov osiągnął w 1980 roku, kiedy wspólnie z Vlastiborem Konečným, Jiřím Škodą i Michalem Klasą zdobył brązowy medal w drużynowej jeździe na czas podczas igrzysk olimpijskich w Moskwie. Był to jego jedyny start olimpijski. W 1981 roku wziął udział w mistrzostwach świata w Pradze, razem Klasą, Škodą i Milanem Jurčo ponownie zajął trzecie miejsce w tej konkurencji. Poza tym stawał na podium etapów Österreich-Rundfahrt w 1976 roku, Milk Race w latach 1977, 1978 i 1983 oraz w Lidicach w 1982 roku, ale w klasyfikacjach generalnych tych wyścigów nie osiągał sukcesów.